# Gaszerbrum III
Gaszerbrum III – szczyt w masywie Gaszerbrumów w Karakorum. Leży na granicy między Chinami a Pakistanem i należy do grupy Baltoro Muztagh, najwyższej grupy Karakorum. Jest to najwyższy siedmiotysięcznik, piętnasta co do wysokości góra świata (ex aequo z Gyachung Kang) i szósta Pakistanu. Sąsiaduje bezpośrednio z Gaszerbrum II i Gaszerbrum IV.
Po raz pierwszy na szczyt weszli członkowie polskiej wyprawy w 1975 roku: Wanda Rutkiewicz, Alison Chadwick-Onyszkiewicz, Janusz Onyszkiewicz i Krzysztof Zdzitowiecki.